# Bothriothorax igneus
Bothriothorax igneus är en stekelart som beskrevs av Nikol'skaya 1952. Bothriothorax igneus ingår i släktet Bothriothorax och familjen sköldlussteklar.
Artens utbredningsområde är Uzbekistan. Inga underarter finns listade.